# Jonathan Banks
Jonathan Ray Banks (Washington, 31. siječnja, 1947.), američki je glumac.

## Vanjske poveznice
- Jonathan Banks na IMDB-u